# Babi

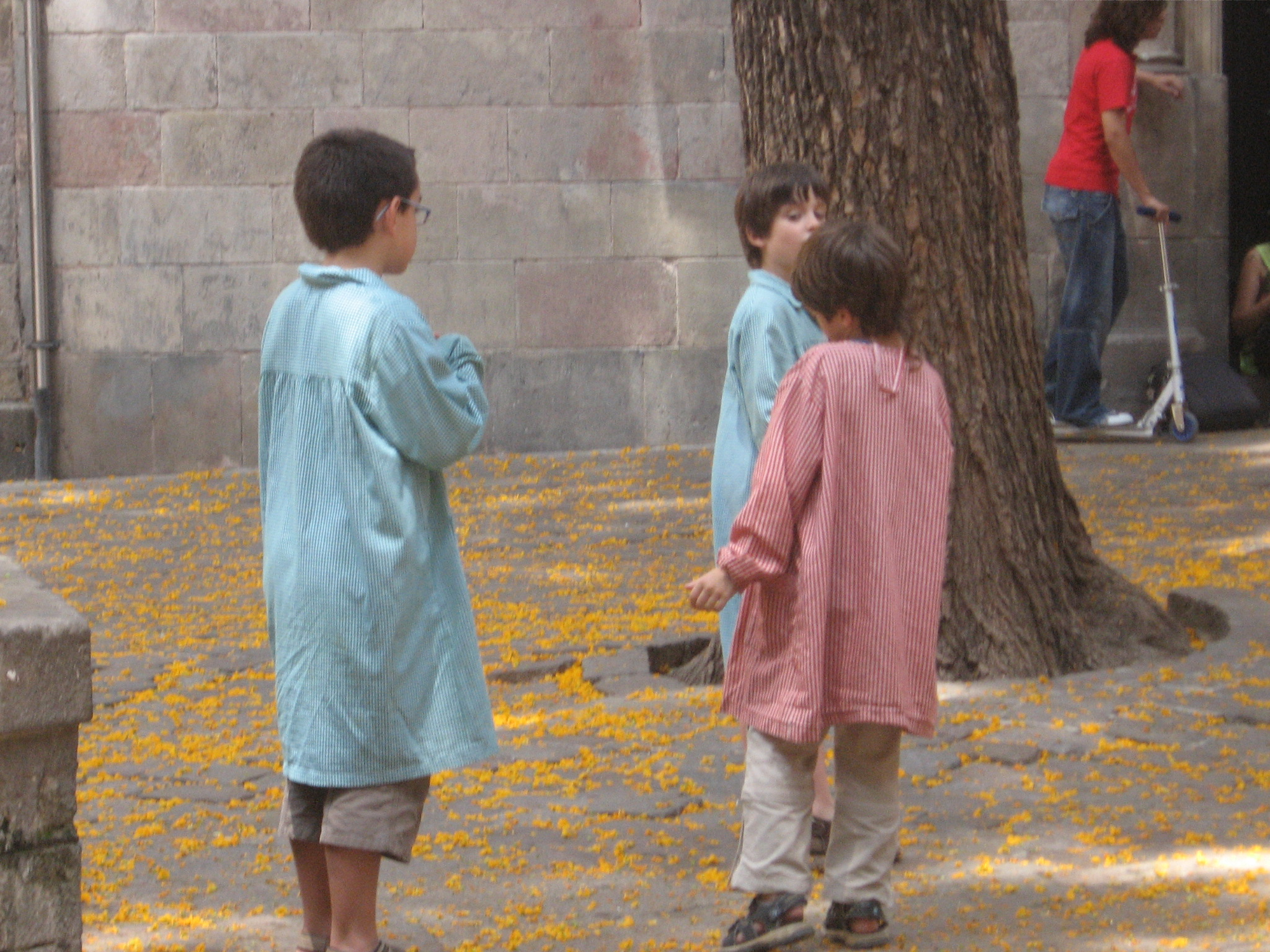
Niños con babis de diferentes colores

Un babi es una prenda infantil que se pone sobre el resto de la ropa para evitar que se manche o se dañe.  
Se trata de una bata ligera que se ponen los niños pequeños para acudir al colegio, a menudo, como parte del uniforme escolar. Los colores son los que determina el centro diferenciándose a veces por edades para distinguir claramente a los niños. No obstante, el diseño tradicional del babi es a rayas o cuadros. Tiene cuello, elásticos en los puños y bolsillos frontales. Se abrocha por delante por medio de botones.    
El babi es propio de los cursos inferiores (en España, Infantil) y se utiliza bien en todas las actividades escolares o bien tan solo durante las más proclives a las manchas como la comida o la plástica. Se recomienda identificarlo bordando el nombre del niño en una cinta interior o sus iniciales en la pechera.  
- Datos: Q5715950